# Vitos Klinik für Psychiatrie und Psychotherapie Bad Emstal

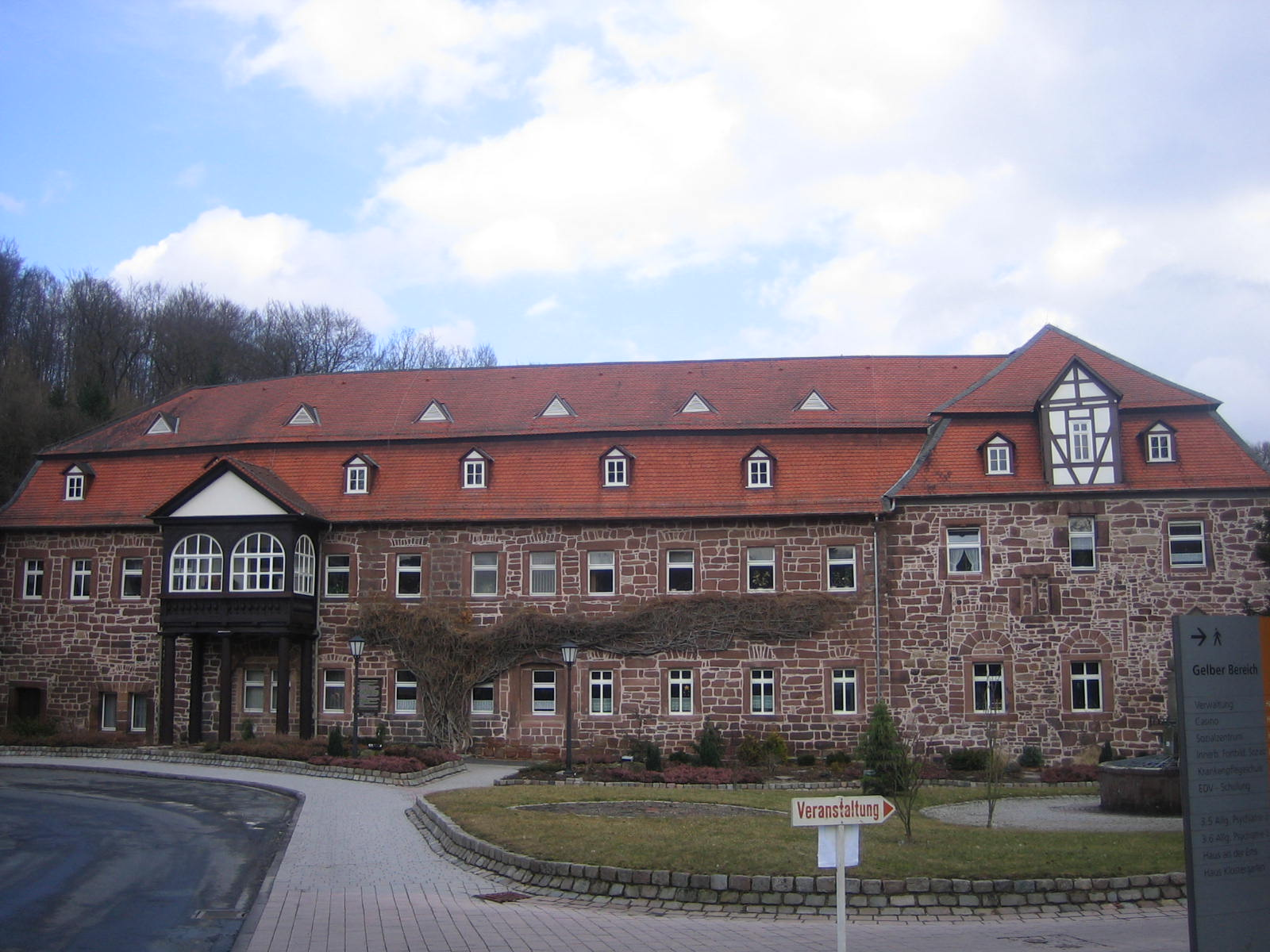
Kloster Merxhausen

Die Vitos Klinik für Psychiatrie und Psychotherapie Bad Emstal ist ein Krankenhaus im ehemaligen Kloster Merxhausen im Ortsteil Merxhausen von Bad Emstal in Nordhessen. Träger ist die Vitos Kurhessen gGmbh.

## Geschichte
Das Kloster Merxhausen wurde 1527 nach der Homberger Synode, mit der die Reformation in der Landgrafschaft Hessen eingeführt wurde, säkularisiert und aufgehoben.

### Hohes Hospital
Durch einen Stiftungsbrief des Landgrafen Philipp wurde 1533 das Kloster Merxhausen – wie bald darauf auch das Kloster Haina (1533) und das Kloster Gronau (1542) – in ein sogenanntes Hohes Hospital, ein Landeshospital für die arme Landbevölkerung, umgewandelt (das ebenfalls von Philipp im Jahre 1533 gestiftete Hohe Hospital Philippshospital Riedstadt in Hofheim bei Darmstadt wurde auf der Basis einer Pfarrei gegründet).
Dabei blieb den Hospitälern der gesamte ehemalige Klosterbesitz erhalten, damit aus deren Erträgen die Kosten bestritten werden konnten. Der Landgraf weihte am 26. August 1533, von Kassel kommend, das Landeshospital Merxhausen für weibliche Kranke ein und reiste anschließend nach Haina weiter, wo er das Landeshospital für Männer einweihte.
1539 praktizierte der Anatom Johann Dryander in dem Landesspital Merxhausen als Arzt. 1540 bis 1543 war Wigand Lauze Oberbevelhaber des Spitals. Der spätgotische Bildhauer Philipp Soldan schuf im 16. Jahrhundert die Gedenksteine für Heinz von Lüder und für den Spitalvogt Hermann Binzinger.
Nach der Teilung Hessens 1575 gehörte Merxhausen mit 365 Kranken zu den vier Hohen Hospitälern in Hessen. Im Jahr 1631, während des Dreißigjährigen Kriegs, wurde das Hospital von Tillys Truppen zerstört, aber umgehend wieder aufgebaut. Die Betreuung der Kranken übernahmen auswärtige Ärzte.
Bis 1810 standen die vier Hohen Hospitäler unter gemeinsamer Verwaltung.
1881 wurde das Hospital für Kranke aus den Städten gegen Zahlung der Kosten geöffnet. In dieser Zeit wurde der erste Arzt unbefristet angestellt.
1929 wurde das Hospital in Landesheilanstalt umbenannt.

### Zeit des Nationalsozialismus
Als Einrichtung des Bezirksverbandes Hessen unterstand die Landesheilanstalt Merxhausen ab 1936 dem Landeshauptmann Wilhelm Traupel.
In der Zeit des Nationalsozialismus wurden viele Patienten durch „Euthanasie“ ums Leben gebracht. Auch die Landesheilanstalt Merxhausen war an der Durchführung dieses nationalsozialistischen Euthanasie-Programms beteiligt. Einige Patientinnen und Patienten aus kirchlichen Anstalten wurden 1937/1938 zur Zwangssterilisation nach Merxhausen verlegt. Durch systematische und andauernde Überbelegung verschlechterten sich die Lebensbedingungen in der Klinik erheblich und hatten eine erhöhte Sterblichkeitsrate zur Folge. Zu gezielten Tötungen kam es in Merxhausen ab Frühjahr 1941 unter Leitung des Anstaltdirektors Theodor Malcus, der 1961 in einem Verfahren beschuldigt wurde, „Verlegungen“ von Patienten für das Euthanasie-Programm in die Klinik Eichberg und in die Tötungsanstalt Hadamar angeordnet zu haben. Ab 1942 wurden die Anlagen als Militärlazarett genutzt. Zwangsarbeiter mussten in der Gärtnerei arbeiten und wurden dort auch untergebracht.

### Nachkriegszeit
Ab 1953 wurde die historische Klosteranlage als Psychiatrische Klinik des Landeswohlfahrtsverbands Hessen genutzt.
2008 wandelte der LWV seine Einrichtungen in gemeinnützige Tochtergesellschaften der Vitos GmbH um. Es erfolgte die Umbenennung in Vitos Klinik für Psychiatrie und Psychotherapie Bad Emstal.
2017 wurde die Reduktion der Zahl Betten am Standort Bad Emstal von 250 auf 140 zum Jahresende angekündigt.

## Einrichtung
Merxhausen ist ein Standort der Vitos Klinik für Psychiatrie und Psychotherapie (KPP). Weitere Standorte sind Kassel, Hofgeismar und Melsungen. Ärztlicher Direktor ist Matthias Bender.

## Sonstiges
Im Klostergarten finden regelmäßig Aufführungen des Amateurtheaters Klosterspiele Merxhausen statt, bei denen auch Patienten der Klinik mitwirken. 2013 wurde der zehn km lange Eco Pfad Friedenspädagogik Bad Emstal eingeweiht. Das KlosterMuseum Bad Emstal präsentiert an die wechselhafte Geschichte des Klosters.